# Корсаковљев синдром
Корсаковљев синдром је поремећај који се састоји у деменцији (пропадању свих психичких функција) и полинеуропатији (слабост и бол мишића екстремитета) изазваној хроничном и прекомерном употребом алкохола и смањеним уносом хране. Везује се за недостатак уноса витамина Б1, стрес и својства алкохола да умањује апсорпцију овог витамина.
Овај поремећај јавља се услед оштећења таламуса код око 2% алкохоличара. Неки аутори тврде да се чешће јавља код жена, што није доказано. Корсаковљев синдром чине: амнезија (антероградна и ретроградна амнезија), дезоријентација, апатија, неспособност учења и склоност конфабулацији, поремећаји опажања, вербално-моторна слабост.
Уколико се Корсаковљевом синдрому придружи Верникеова енцефалопатија настаје Вернике-Корсаков синдром. Иако случајеви Корсаковљевог синдрома могу бити врло чисти, они се чешће проширују и на подручја изван памћења и повезани су са оштећењима фронталног режња, тако да могу да доведу до општих интелектуалних дефицита. Синдром је добио назив према руском неуропсихијатру Сергеју Корсакову.

## Етиологија
Као примарни узрок Вернике-Корсаковог синдрома наводи се алкохолизам.
Мање уобичајени узроци Вернике-Корсаков синдром  су стања која ограничавају апсорпцију хране Исхрана и апсорпција хранљивих материја могу бити ограничени у следећим стањима:
- оперативни желудачни бајпас, што отежава задовољавање нутритивних потреба због ограничених порција хране
- рак желуца, који може ограничити апсорпцију есенцијалних хранљивих материја
- рак дебелог црева, што може довести до болова којих утичу на то да пацијент одлаже (избегава) унос хране
- поремећаји у исхрани
- нарушена апсорпција и складиштење витамина Б-1.

### Фактори ризика
Фактори ризика за Вернике-Корсаков синдром су повезани са пацијентовом исхраном и начином живота. Главни фактори ризика за развој Вернике-Корсаков синдром су потхрањеност и хронична злоупотреба алкохола. Остали фактори ризика  укључују:
- немогућност медицинске неге и одговарајуће исхране,
- дијализа бубрега , која смањује апсорпцију витамина Б-1
- СИДА , због чега постоји већа вероватноћа да ће се код тог пацијента развити стања која доводе до недостатка витамина Б-1

## Клиничка слика
Лезије на мозгу које изазивају Верникеов синдром су резултат недостатка витамина Б-1, доводе до појаве следећих знакова и симптома:
- дупли вид
- спуштени горњи капак , такође познат као птоза
- покрети очију горе-доле или бочно
- губитак координације мишића или атаксија, што може ометати ходање
- збуњено психичко стање , које често доводи до борбености или насилничког понашања

Верникеов синдром се касније може развити у Корсаков синдром.
Пацијенти који имају Вернике-Корсаков синдром  имају низ проблема у вези са памћењем . Могу доживети губитак памћења или неће  моћи да формирају нова сећања.
Такође пацијент може имати следеће симптоме:
- амнезија за догађаје који се дешавају након појаве поремећаја
- тешкоће у разумевању значења информација
- тешкоће стављања речи у контекст
- халуцинације
- претерано приповедање или конфабулација

## Терапија
Неопходно је лечење у болници. Пацијенту се надокнађује унос тиамина и примењује исправан режим исхране